# Else Feldmann
Else Feldmann (25. Februar 1884 in Wien, Österreich-Ungarn – 17. Juni 1942 im Vernichtungslager Sobibor) war eine österreichische Schriftstellerin und Journalistin, die vom NS-Regime ermordet wurde.

## Leben
Else Feldmann war die Tochter jüdischer Eltern. Sie wuchs mit sechs Geschwistern in wirtschaftlich prekären Verhältnissen auf. Durch ihre Energie schaffte sie es, eine Lehrerinnenbildungsanstalt zu besuchen. Als ihr Vater seine Stelle als Handelsvertreter verlor und die Familie dadurch ohne Einkommen war, musste sie diese Ausbildung abbrechen und arbeitete in einer Fabrik.
Ab 1908 veröffentlichte sie zahlreiche kleine Erzählungen sowie journalistische Berichte, wie Jugendgerichtsreportagen und Texte zu sozialkritischen Themen wie Kindernot, Jugendkriminalität und die Elendsbezirke der Stadt. Hauptsächlich veröffentlichte sie im „Abend“, dessen Herausgeber Carl Colbert sie gefördert hat, dem „Neuen Wiener Journal“, der „Neuen Freien Presse“, der „Arbeiter-Zeitung“ und in der Zeitschrift „Die Frau“. Eine Auswahl dieser Sozialreportagen erschien im Herbst 2018 erstmals in Buchform. Der Kulturpublizist und Herausgeber Adolf Opel hat die Zusammenstellung für den Band Flüchtiges Glück. Reportagen aus der Zwischenkriegszeit kurz vor seinem Tod fertiggestellt.
Des Weiteren schrieb sie Romane, die zum Teil zunächst als Fortsetzungsgeschichten in Zeitungen abgedruckt wurden. Auf diese Weise erreichte sie auch Leute, die keine Bücher kauften oder ausliehen, und hatte selber ein Auskommen. Die literarische Qualität ihrer Schriften sank dabei nie auf das Niveau von Trivialromanen.
Dialoge spielten in ihren Texten eine große Rolle. Sie schrieb auch ein Theaterstück mit dem Titel  Der Schrei, den niemand hört, das am 12. Februar 1916 an der Wiener Volksbühne uraufgeführt wurde. Das „Trauerspiel aus dem Ghetto“ fand, trotz größerenteils wohlwollender Rezensionen, nicht den erhofften großen Publikumszuspruch und wurde bald wieder vom Spielplan genommen. Darüber hinaus schrieb sie noch andere Dramen, die alle verschollen sind.
Ihre erste selbstständige Buchveröffentlichung war 1921 der Roman Löwenzahn – Eine Kindheit.
Sie pflegte engen Kontakt zur Wiener Journalisten- und Literatenszene (z. B. gab es einen verschollenen Briefwechsel mit Arthur Schnitzler) und war 1933 Gründungsmitglied der Vereinigung sozialistischer Schriftsteller, die wegen obrigkeitlichen Verbots nur ein Jahr Bestand hatte.
Ihre letzte große Veröffentlichung war der Roman Martha und Antonia, der ab 19. November 1933 als tägliche Fortsetzungsserie in der Arbeiter-Zeitung abgedruckt wurde. Als diese am 12. Februar 1934 zu Beginn der Februarkämpfe verboten wurde, brach auch Feldmanns Roman abrupt ab; die letzten Kapitel, welche nicht mehr erscheinen konnten, gelten seitdem als verschollen.
Danach hatte sie kaum mehr Publikationsmöglichkeiten. 1938 wurden ihre Werke, darunter Der Leib der Mutter, von den Nationalsozialisten auf die Liste des schädlichen und unerwünschten Schrifttums gesetzt, im selben Jahr verlor sie ihre Gemeindebauwohnung (konkret im Toeplerhof in Wien-Währing) mit dem Vermerk Mieterin ist Volljüdin.
Am 14. Juni 1942 wurde sie von der Gestapo verschleppt und drei Tage später im Vernichtungslager Sobibór im besetzten Polen ermordet.

## Gedenken

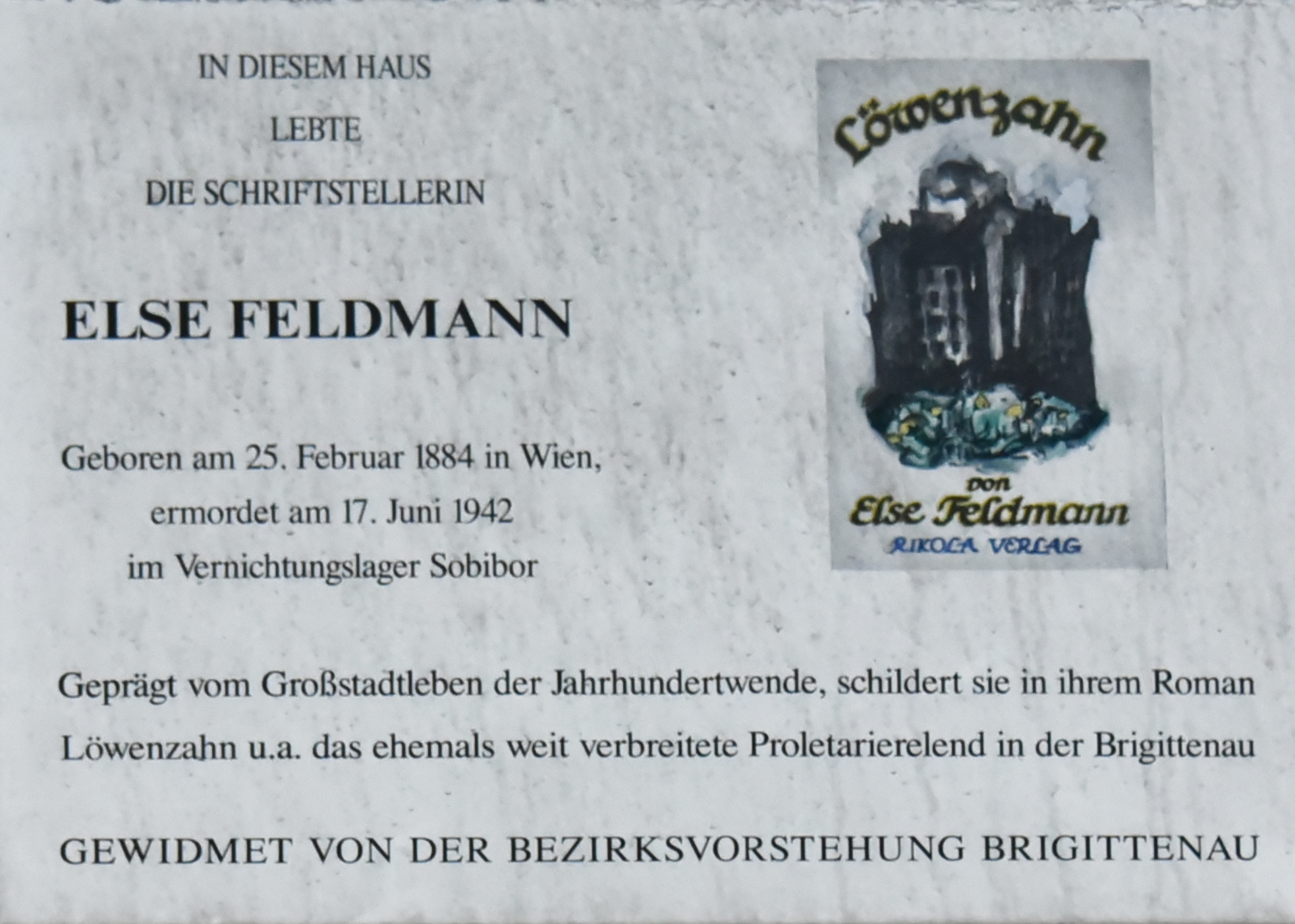
Gedenktafel für Else Feldmann

1994 wurde in Wien-Floridsdorf (21. Bezirk) die Else-Feldmann-Gasse nach ihr benannt (2011 aufgelassen, da dieser Bereich auf Grund des neubeschlossenen Flächenwidmungsplanes keine öffentliche Verkehrsfläche mehr ist). Ein 2020 neu angelegter Park im Bereich Trunnerstraße (Alliiertenviertel) erhielt den Namen Else-Feldmann-Park.
Die Bezirksvorstehung Brigittenau (20. Bezirk) widmete der Schriftstellerin eine Gedenktafel, die an ihrem früheren Wohnhaus Staudingergasse 9 angebracht wurde. Darauf ist der Buchdeckel des Romans „Löwenzahn“ abgebildet und folgender Text zu lesen: „Geprägt vom Großstadtleben der Jahrhundertwende, schilderte sie in ihrem Roman „Löwenzahn“ u. a. das ehemals weit verbreitete Proletarierelend in der Brigittenau“. Diese Gedenktafel wurde in die Stationen der Erinnerung in Wien-Brigittenau integriert, einen Weg der Erinnerung an die Verbrechen der Nationalsozialisten und deren Opfer aus der Brigittenau. Dieser Erinnerungsweg wurde vom Verein Steine der Erinnerung, der im angrenzenden Bezirk Leopoldstadt angesiedelt ist, eingerichtet.

## Werke (Auswahl)
- Bettina und der Faun. Frühe Erzählungen, Erstdruck zwischen 1908 und 1916 in den literarischen Beilagen der Wiener Tageszeitung "Die Zeit". Neuauflage Hofenberg, Berlin 2020, ISBN 978-3-7437-3574-3.
- Luftballon. In: Die Frau. 33. Jg., Nr. 12, 1. Dezember 1924.
- Tagebuch eines fünfzehnjährigen Mädchens. In: Die Frau. 41. Jg., Nr. 3, März 1932.
- Löwenzahn. Eine Kindheit. – Rikola Verlag, Wien 1921 (ÖNB Signatur: 541.722-B) (Digitalisat), neu Wien 1993 beim Verlag für Gesellschaftskritik (heute: Döcker-Verlag); Wien : Milena-Verl., 2003, ISBN 3-85286-108-X
- Liebe ohne Hoffnung. Erzählungen. Verlag der Büchergilde Gutenberg, Berlin 1928.
- Melodie in Moll. Glöckner-Verlag, Berlin/Leipzig [1930].
- Der Leib der Mutter. E. Prager-Verlag, Leipzig-Wien 1931. (=Das Gesicht der Zeit. Eine Bücherfolge für Alle 2), (ÖNB Signatur: 541.459-C), neu: Wiener Frauenverlag/Milena Verlag 1993, ISBN 3-900399-75-1.
- Martha und Antonia. In: Arbeiter-Zeitung. 19. Nov. 1933 bis 11. Februar 1934, neu: Milena Verlag, Wien 1997, ISBN 3-85286-035-0.
- Travestie der Liebe und andere Erzählungen. Edition Atelier Wien 2013. Neue Zusammenstellung von Erzählungen, herausgegeben und mit einem Nachwort von Alexander Kluy, ISBN 978-3-902498-83-0
- Flüchtiges Glück. Reportagen aus der Zwischenkriegszeit. Edition Atelier Wien 2018. Herausgegeben von Adolf Opel und Marino Valdez, mit einem Vorwort von Adolf Opel, ISBN 978-3-903005-44-0.
- Bärbeiß und Milde [1928], hrsg. von Martin A. Völker, Weißensee Verlag 2019, ISBN 3-89998-267-3.